# Carole Tongue
Pour les articles homonymes, voir Tongue.
Carole Tongue, née le 14 octobre 1955 à Lausanne, est une femme politique britannique.
Membre du Parti travailliste, elle est députée européenne de 1984 à 1999. 